# Job Forant
Job Forant (ou Foran), né à La Tremblade vers 1606 ou en 1612 ou vers 1630 et mort le 28 août 1692 à Brest, est un officier de marine français du XVIIe siècle. Il termine sa carrière militaire avec le grade de chef d'escadre (équivalent de contre-amiral). Il fait partie des officiers protestants que Louis XIV eut à cœur de rallier à l'Église catholique romaine. 

## Biographie

### Origines et jeunesse
Il nait à La Tremblade, dans une famille bourgeoise[réf. nécessaire] de religion protestante, originaire de l'Île de Ré ou des environs de La Rochelle[réf. nécessaire]. Le patronyme Forant, que l'on trouve aussi sous l'orthographe Foran ou Forand, est d'origine rétaise. Il apparaît dans les archives de la ville de La Rochelle dans les années 1580-1585. La famille Forand a fourni au royaume de France un grand nombre de marins. Son grand-père Job Forant se signale en sauvant les navires protestants lors du combat de Riez qui oppose les armées catholiques et royales de Louis XIII aux troupes huguenotes, le 16 avril 1622, au cours duquel il préfère se tuer plutôt que de se rendre. Son père, Jacques Forant (1588-1649) dit « le Chevelu », s'illustre également dans la marine et termine avec le grade de contre-amiral[réf. nécessaire]. Sa mère est Thomasse Valleau.
Job Forant suit la voie familiale et entre jeune dans la marine. Sans avoir reçu de véritable éducation, il parle le français, mais il l'écrit très mal, comme en témoignent les lettres qu'il a laissées. 
Ses trois frères, Jean, Jacques et Étienne Forant, capitaines de vaisseau, mourront en combattant pour le Roi et l'État. Mademoiselle Forant, leur sœur, qui habitait La Tremblade et qui était la dernière de la famille à rester attachée à la Réforme, abjura en 1687 et obtint du roi, le 15 juillet de la même année, une pension de 200 livres.

### Carrière militaire

#### Au service de la Hollande, de l'Angleterre et de Venise
Forant commence sa carrière dans les marines anglaise, hollandaise et vénitienne, probablement sous son père. On trouve dans les archives de la ville de Rotterdam la trace d'un Job Forant commandant sur un navire hollandais en 1646. Il grimpe rapidement les échelons de la hiérarchie militaire ; un document conservé aux Archives de la Marine le qualifie d'« Amiral de Hollande », bien que la réalité de ce grade soit à prendre avec précaution. 
Au début du mois de janvier 1648, Job Forant fait partie de l'escadre de secours envoyée au Brésil sous les ordres de l'amiral Witte de With. Il commande le Het Dolfijn de 32 canons. Il quitte les Provinces-Unies, le 9 février 1648. Accusé de ne pas avoir fourni de bonne nourriture afin de faire des profits, une pratique courante dans la marine hollandaise, il doit faire face au mécontentement de son équipage et l'un de ses lieutenants, un ancien pirate, conspire contre lui et provoque une mutinerie. Le navire quitte le Brésil pour retourner aux Provinces-Unies. Forant est jugé, condamné, révoqué et banni pour ne pas avoir su résister à son équipage. 
Il part pour Angleterre. On trouve un Job (Robert) Foran, capitaine du navire HMS Fortune, vers 1649. Il figure alors parmi les capitaines favorables au régime parlementaire, et les capitaines étrangers au service de la couronne d'Angleterre, tout comme le chevalier Thimoléon Hotman de Fontenay, qui reçoit une commission de course de Charles II d'Angleterre. 

#### Au service de Louis XIV
Il quitte le service des Provinces-Unies et revient en France, où il entre dans le Marine royale. Chargé de croiser sur les côtes de France, il prend trois vaisseaux chargés d'approvisionnements, qu'il conduit à Dunkerque. Lors de la bataille du 9 août 1652, il commande un petit bâtiment dans l’escadre du duc de Vendôme, lieutenant général des armées du roi, qui met en déroute une flotte espagnole au mouillage de Chef de Baye. En compagnie du capitaine de Saint-Romain, il attaque la contrescarpe de Bourg, et est blessé à la jambe d'un coup de mousquet. En mai 1653, le cardinal Mazarin lui octroie le brevet de capitaine des vaisseaux du Roy et 1 000 livres de traitement. Il reste trente-trois ans à ce grade. Il participe à la bataille navale devant Barcelone le 29 septembre 1654 où il est à nouveau blessé, mais son nom se retrouve dans un jugement du conseil du roi. En 1656, il participe à une de ses expéditions des plus étranges.
Alors que le duc de Vendôme met les Espagnols en fuite, Forant a la cuisse déchirée par un éclat de canon. En 1657, le duc de La Meilleraye arme une flotte de trois navires, dirigée par le chevalier Hotmann. Ce dernier commande le navire Le Gaspard, et son lieutenant, Job Forant, commande La Renommée. En 1658, l'expédition explore le détroit de Magellan et de Le Maire. Près de l'embouchure du Río de la Plata, il livre combat à quatre vaisseaux espagnols. Le chevalier Hotmann est tué dans l'action. Forant parvient à s'emparer d'un vaisseau qu'il conduit au Havre-de-Grâce. À bord du vaisseau La Renommée, il effectue plusieurs voyages au Mexique. Ayant reçu le commandement du vaisseau Le Brézé, 60 canons et 800 tonneaux, il est chargé par le roi de transporter à Cayenne les troupes que commandait M. de Crussy, lieutenant-général.

#### Mission en Hollande et guerre de Dévolution
La même année, il rentre à la Rochelle lorsqu'il apprend que l'on parle, à Paris, d'un armement; il écrit alors à Colbert la lettre suivante : 

« Le 26 janvier 1659, Monsieur, seur l'avis que lon ma donné que sa magesté estoit dans le desin de fere armer quelque veso dan la mer deu levan, et comme il y a lontan que je seus san ernploy et que je née antre recour qu'a monsieur set pour coy je pran la liberté de madresser avons pour vous seuplie tresumbleman d'avoir la bonté de vouloir se souvenir de moy comme estant une personne quiet antieremen avous et quy ne cherche les ocasions que de bin et fideleman servir an toute les ocasions la où il plera à Sa Magesté de mordonner comme estant, Monsieur votre très eumble… 

Forant. »

Forant reçoit l'ordre de porter de nouvelles troupes au Portugal. Au retour de cette campagne, il est attaqué par cinq vaisseaux turcs qu'il combat et met en fuite.
En 1664, avec Le Brézé, il est chargé de conduire monsieur de Tracy et des troupes du régiment de Carignan-Sallières au Québec. Il quitte La Rochelle le 26 février 1664, mouille à la Guadeloupe le 25 avril 1665 et arrive le 19 juin à Gaspé, à l'embouchure du Saint-Laurent, et le 30 juin à Québec. La même année, il affronte plusieurs navires corsaires barbaresques. 
En 1666, il reçoit la mission d'aller acheter et faire construire six vaisseaux en Hollande, ce qu'il fait, rendant ainsi un grand service à la flotte française qui en manquait,. Dans les eaux du Danemark, avec Gilles de La Roche-Saint-André, il commande deux vaisseaux du roi. Il rencontre six frégates anglaises auxquelles il donne la chasse. Parmi les bâtiments français, La Sophie, commandée par Forant, est désarmée à Tonnay-Charente en 1667, à la conclusion de la paix avec l'Angleterre. Le 8 avril 1668, Forant obtient de Louis XIV de nouvelles lettres de noblesse. En 1669, Forant participe au siège de Candie au commandement du vaisseau Le Monarque dans l'escadre du duc de Beaufort, Grand-maître de la navigation. Il est confirmé par le roi Louis XIV dans son grade de capitaine de vaisseau le 12 novembre 1669.

#### Guerre de Hollande

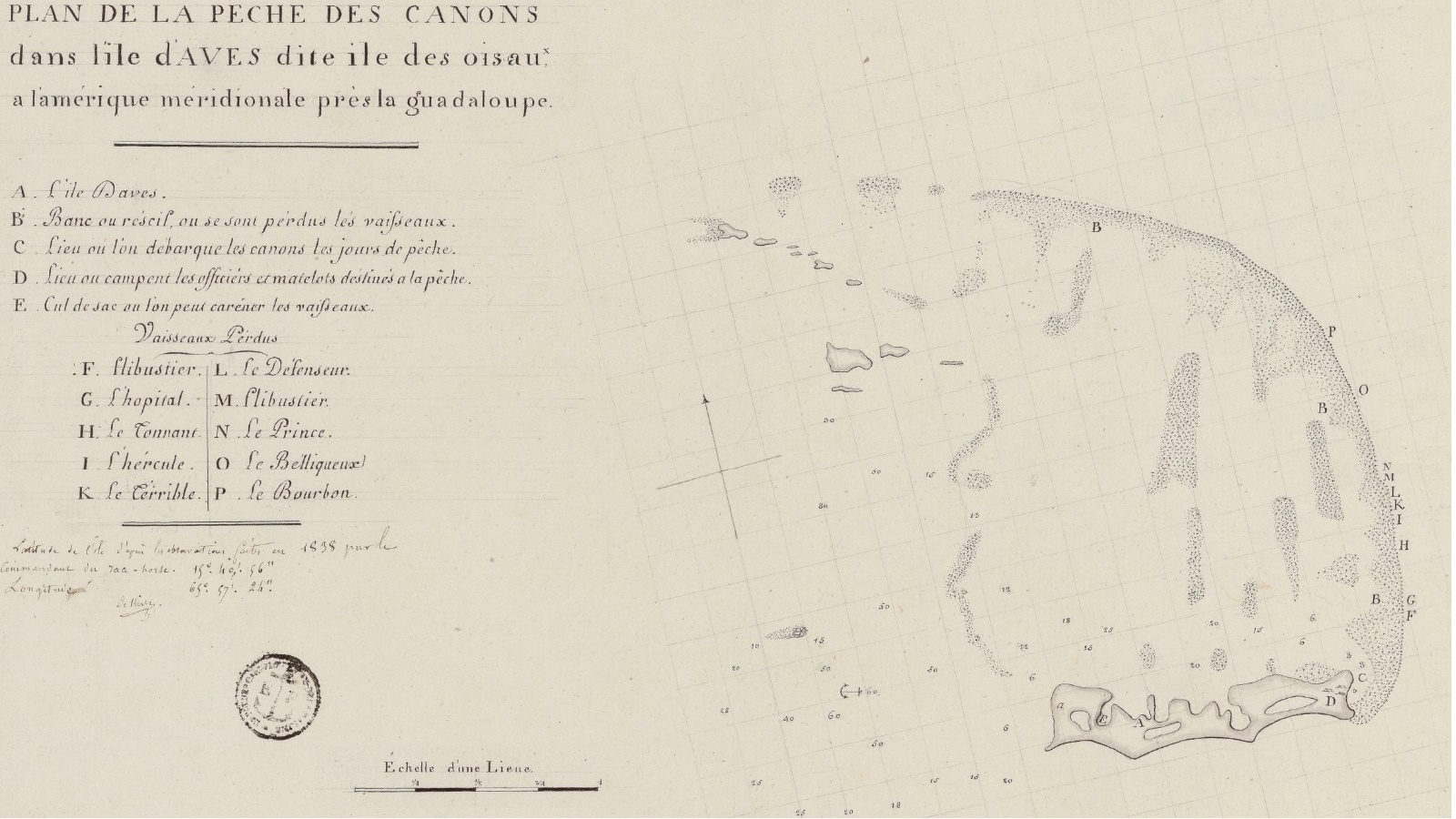
Plan des opérations de récupération des canons sur les îles d’Aves confiées à Job Forant.

En 1673, Forant prend part à la campagne menée par le comte d’Estrées sur les côtes de Frise, et combat au large de Schooneveld le 7 juin. Il commande alors le vaisseau Le Grand. Il sert activement pendant l'année 1676. L'année suivante, il obtient du Roi une pension de 1 000 livres. Cette même année, commandant Le Hasardeux dans l'escadre du marquis de Château-Renault, il se distingue lors du combat du 12 juillet, opposant les Français à la flotte hollandaise commandée par l'amiral Tobias. Dans la bataille, il capture un navire du convoi hollandais, estimé à 200 000 livres, mais sa prise coule. En 1678-1679, il commande une escadre chargée de la récupération des canons perdus sur le récif des îles d'Aves, dans les Antilles. Cette petite escadre, composée de trois vaisseaux, Le Fendant, L’Étoile et Le Brillant, et de deux flûtes quitte Brest le 28 octobre 1678. Elle repart des îles d'Aves le 5 avril 1679 en ayant pu repêcher 362 canons et les ancres des bâtiments naufragés.
Le 2 janvier 1679, sa pension est portée à 1 500 livres. Cette pension sera maintenue jusqu'à la fin de 1686. 
Entre juillet et septembre 1682, il commande L’Étoile au bombardement d'Alger, et à celui de Gênes en 1684, sous les ordres d'Abraham Duquesne.

#### Conversion au catholicisme et promotions
Depuis longtemps, on le pressait de se convertir au catholicisme en lui faisant entrevoir le brevet de chef d'escadre s'il accédait aux vœux de Louis XIV, mais il résistait. Bossuet, qui avait échoué à convertir Abraham Duquesne, entreprend la même chose avec Forant, et réussit dans son entreprise. En 1685, il abjure sa foi et se convertit. Le 12 février 1686, Seignelay fait signer au Roi le brevet de la « charge de Chef d'escadre de Poictou et de Saintonge », vacante par la mort du marquis de Grancey. Le brevet, s'il ne fait pas référence à la conversion de Job Forant conformément à la volonté du Roi, mentionne néanmoins les services rendus pendant trente années par le capitaine de vaisseau « en plusieurs rencontres ». Les faveurs du Roi ne s'arrêtent pas là : le 1er janvier 1687, Louis XIV accorde au nouveau converti une pension de 2 000 livres, que celui-ci garde jusqu'à la fin de sa vie. 
À la fin février 1686, Forant est chargé de veiller, dans les environs de La Tremblade, pays des Isles et presqu'île d'Arvert à ce que les matelots protestants ne quittent pas le royaume de France. Des officiers envoyés dans toutes les paroisses de Saintonge et d'Aunis correspondent avec le chef d'escadre, rendu responsable de ce qui pourrait arriver dans la région dont il avait le commandement. Forant s'acquitte loyalement de cette tâche et est récompensé par une pension que Louis XIV lui accorde en 1687.
Le 28 juin 1686, Forant combat au large du cap Finisterre et prend deux galions espagnols chargés de 1 500 soldats et matelots qui se rendaient à Cadix. Le Roi avait apprécié l'action de Forant, mais il ordonna de relâcher ces deux bâtiments qui avaient été pris après la signature du traité avec l'Espagne, dont Forant n'avait pu être averti. Les galions avaient été amenés à La Rochelle, d'où ils regagnent les ports d'Espagne.

#### Guerre de la Ligue d'Augsbourg et mort
En 1689, sous les ordres du marquis de Châteaurenault, il participe à la bataille de la baie de Bantry en Irlande. Il commande sur Le Courageux, 56 canons, les cinq vaisseaux de l'arrière-garde.
Il meurt à Brest le 28 août 1692.

### Vie privée
Le 17 février 1687, Seignelay écrit à Forant : 
En effet, La Tremblade était témoin des infidélités du vieillard, alors même que sa femme, Marguerite Richier, et ses jeunes enfants y résidaient. L'affaire eut un grand retentissement, et l'on arrêta Tatou Burtel, qu'on envoya dans un couvent.

### Famille et descendance
Marguerite Richier, fille d'Isaac Richier, sieur de La Rochelongchamp, ne s'était pas convertie en même temps que le capitaine; elle resta calviniste et ne s'en cachait pas. La chose remonte jusqu'à Versailles, et, le 17 septembre 1688, le ministre écrit à Forant que sa femme ne faisait «aucun acte de catholique», que c'était là un mauvais exemple et que si elle continuait, on l'enfermerait dans un couvent. Forant parvient à la contenir, mais à sa mort, elle abandonne le masque qu'on l'avait forcée à prendre. Dénoncée par Mlle Forant, sa belle-sœur, elle aussi nouvelle convertie, le Roi ordonne que Marguerite Richier soit mise dans une des maisons des Nouvelles catholiques et que ses deux enfants soient placés sous la garde de mademoiselle Forant, leur tante, pour les élever en la religion catholique, afin que la pension de leur père leur revienne. 
De l'union de Job Forant et de Marguerite Richier étaient nés deux enfants:
- Isaac-Louis, âgé de cinq ou six ans environ à la mort de son père. Il entre dans la marine comme garde-marine en 1703. Il est fait enseigne le 1er novembre 1705, lieutenant de vaisseau le 25 novembre 1712, capitaine de vaisseau le 1er octobre 1731. Le 1er avril 1739, il est nommé gouverneur de l'île Royale où il décède le 10 mai 1740.
- Marguerite Forant

Marguerite Richier finit par se soumettre comme son mari. La mère Garnier, supérieure du couvent où elle était enfermée, se porta garante de la sincérité de sa conversion, et elle put retourner chez elle. En 1693, le Secrétaire d’État de la Marine Phélypeaux « Vous pouvez compter que le Roy se fera un plaisir de vous donner des marques de sa protection et du souvenir qu'il a des services de M. Forant ». 
Le Roi tient parole, le 27 février 1697, Louis XIV signe un brevet de pension viagère de 600 livres pour « Marguerite Richier, veuve du sieur Forant, premier chef d'escadre des armées navales, pension réversible sur ses enfants Isaac-Louis et Marguerite, successivement jusqu'à leur décès ». 
Quand la réforme de la noblesse est ordonnée en 1690, elle se présente aux commissaires de la Rochelle, qui inscrivent sur leur registre cette mention incomplète : « veuve de Forant, écuyer, chef d'escadre des armées navales de Sa Maj., porte d'Azur à une syrène d'argent sur une mer de même et un chef cousu de sable chargé de trois étoiles d'or. »

## Honneurs et postérité
- son nom a été donné à une rue de La Tremblade, sa ville natale.
- un quai de la commune de Saint-Martin-de-Ré (île de Ré) a été nommé en son honneur.

### Sources et bibliographie

#### Ouvrages anciens
- Auguste Jal, Dictionnaire critique de biographie et d'histoire : errata et supplément pour tous les dictionnaires historiques d'après des documents authentiques inédits, Paris, H. Plon, 1867 (lire en ligne), p. 589-590
- Eugène Haag et Émile Haag, La France protestante, vol. 5, Paris, J. Cherbuliez, 1855 (lire en ligne), p. 132
- Louis Étienne Dussieux, Les grands marins du règne de Louis XIV : notices historiques, Librairie V. Lecoffre, 1888
- Pierre-Damien Rainguet, Biographie saintongeoise, Niort, 1851 (lire en ligne), p. 242-244
- Hubert Granier, Marins de France au combat, t. 2 : 1610-1715, Paris, France-Empire, 15 mars 1994, 431 p. (ISBN 2-7048-0726-4)
- Onésime Troude, Batailles navales de la France, t. 1, Paris, Challamel aîné, 1867-1868, 453 p. (lire en ligne)
- Charles La Roncière, Histoire de la Marine française : En quête d’un empire colonial, Richelieu, t. 4, Paris, Plon, 1910, 782 p. (lire en ligne)
- Charles La Roncière, Histoire de la Marine française : La Guerre de Trente Ans, Colbert, t. 5, Paris, Plon, 1920, 822 p. (lire en ligne)
- Charles La Roncière, Histoire de la Marine française : La crépuscule du Grand règne, l’apogée de la Guerre de Course, t. 6, Paris, Plon, 1932, 674 p. (lire en ligne)

#### Ouvrages récents
- Étienne Taillemite, Dictionnaire des marins français, Paris, Tallandier, coll. « Dictionnaires », octobre 2002, 537 p. [détail de l’édition] (ISBN 978-2847340082)
- Michel Vergé-Franceschi (dir.), Dictionnaire d'histoire maritime, Paris, éditions Robert Laffont, coll. « Bouquins », 2002, 1508 p. (ISBN 2-221-08751-8 et 2-221-09744-0, BNF 38825325)
- Philippe Hrodej,Gilbert Buti, Dictionnaire des corsaires et des pirates, CNRS éditions, Paris, 2013,  (ISBN 978-2-271-08060-8) ; 990p.
- Lucien Bély (dir.), Dictionnaire Louis XIV, Paris, éditions Robert Laffont, coll. « Bouquins », 2015, 1405 p. (ISBN 978-2-221-12482-6)
- Jean Meyer et Martine Acerra, Histoire de la marine française : des origines à nos jours, Rennes, Ouest-France, 1994, 427 p. [détail de l’édition] (ISBN 2-7373-1129-2, BNF 35734655)
- Rémi Monaque, Une histoire de la marine de guerre française, Paris, éditions Perrin, 2016, 526 p. (ISBN 978-2-262-03715-4)